# Cizay-la-Madeleine
Cizay-la-Madeleine is een gemeente in het Franse departement Maine-et-Loire (regio Pays de la Loire) en telt 424 inwoners (2005). De plaats maakt deel uit van het arrondissement Saumur.

## Geografie
De oppervlakte van Cizay-la-Madeleine bedraagt 19,0 km², de bevolkingsdichtheid is 22,3 inwoners per km².
De onderstaande kaart toont de ligging van Cizay-la-Madeleine met de belangrijkste infrastructuur en aangrenzende gemeenten.

## Demografie
Onderstaande figuur toont het verloop van het inwonertal (bron: INSEE-tellingen).